# Polsk-ortodoxa kyrkan
Polsk-ortodoxa kyrkan (polska: Polski Kościół Prawosławny; kyrkslaviska: По́льскаѧ правосла́внаѧ цр҃ковь), också kallad Polska autokefala ortodoxa kyrkan (Polski Autokefaliczny Kościół Prawosławny), är en östortodox kristen kyrka i Polen och som är en av de slaviska ortodoxa kyrkorna.

## Historik
Polsk-ortodoxa kyrkan skapades år 1924 sedan freden i Riga gav Polen stora områden som tidigare hört till Ryssland.

## Sverige
I Sverige finns det sedan 2018 en regional del av Polsk-ortodxa kyrkan i Flemingsberg, Huddinge kommun. 

## Bilder

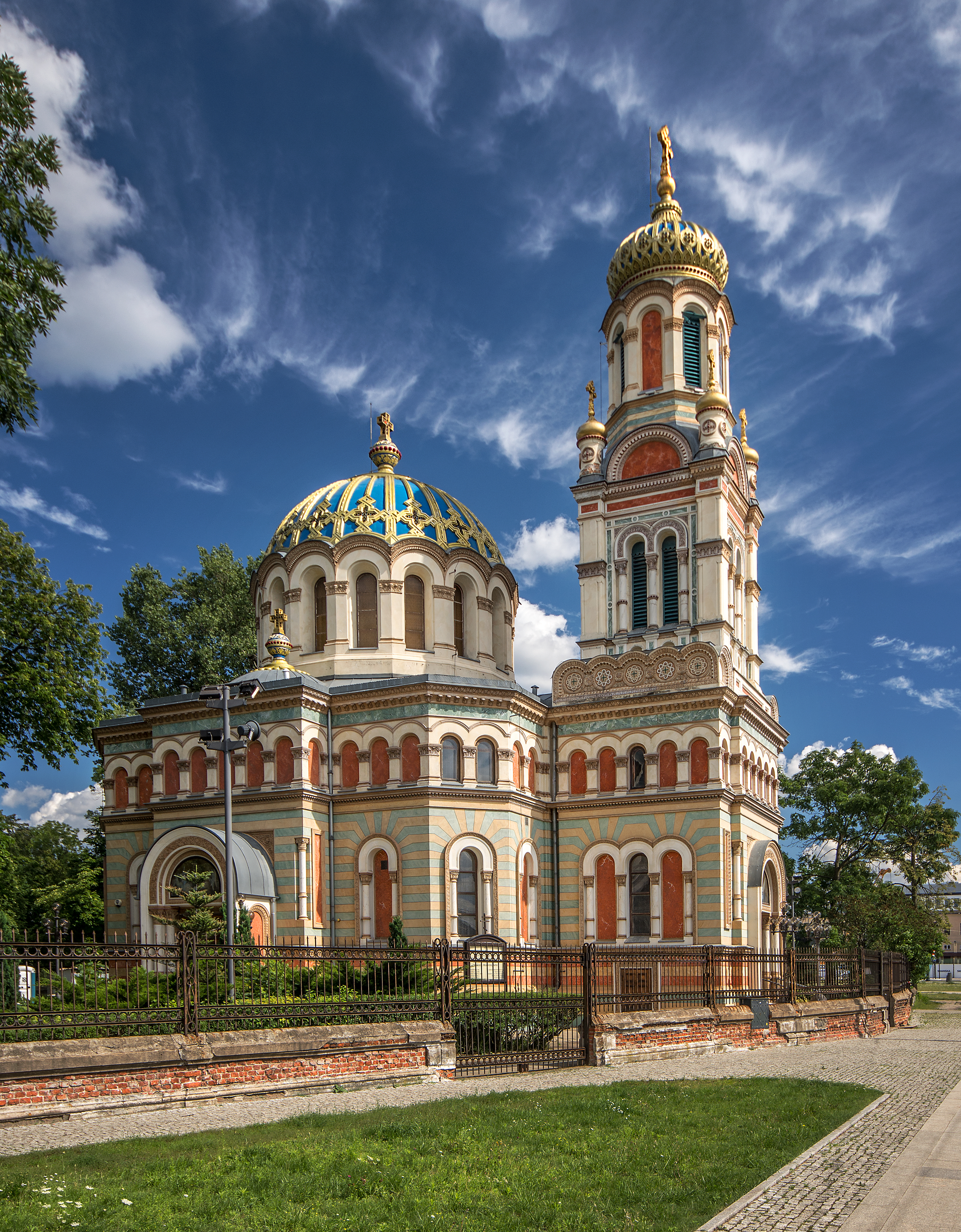
Alexander Nevskij-katedralen i Łódź, Polen
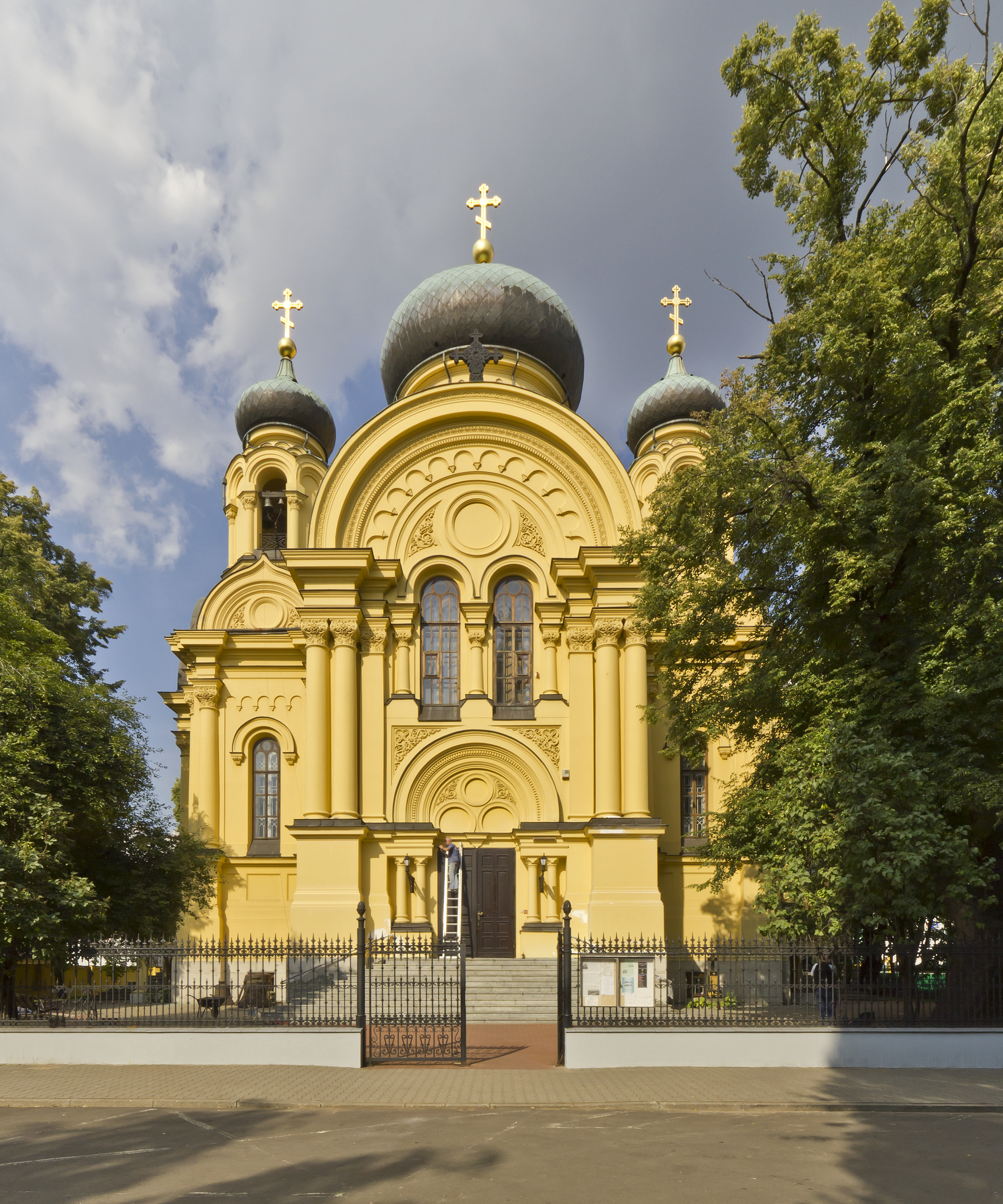
Sankta Maria Magdalena ortodoxa katedral i Praga, Warszawa, Polen
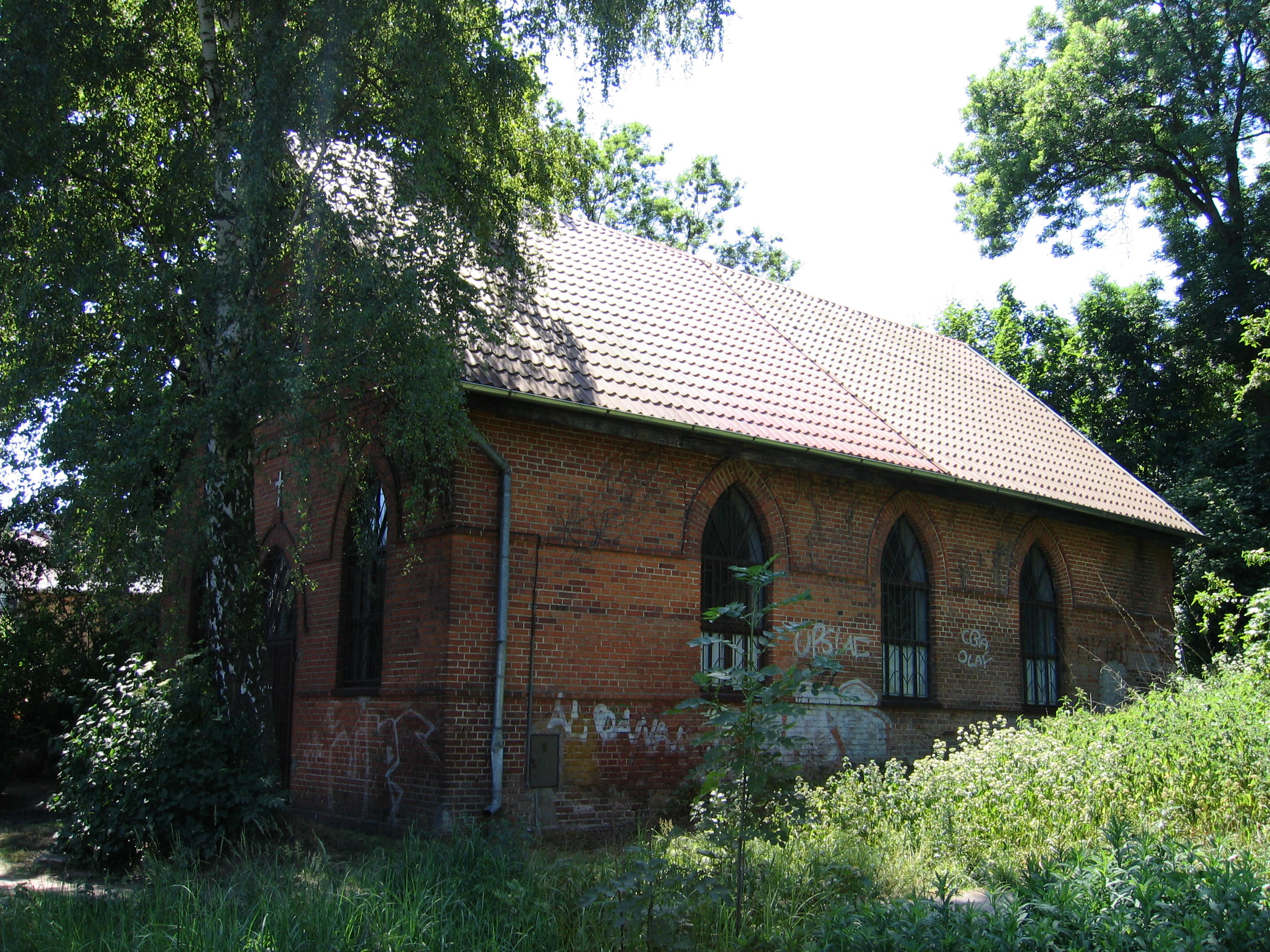
Den välsignade jungfru Marias insomnandes ortodoxa kyrka i Barlinek, Polen

### Fotnoter
1. ↑  CNEWA - Polish Orthodox Church Arkiverad 3 november 2006 hämtat från the Wayback Machine.
2. ↑  ”Polish Autocephalous Orthodox Church | World Council of Churches” (på engelska). www.oikoumene.org. 1 januari 1961. https://www.oikoumene.org/member-churches/polish-autocephalous-orthodox-church. Läst 21 april 2025.